# Leucemie
Leucemia sau boala sângelui alb (din greacă veche λευκός, leukos, „alb” și αἷμα, haima, „sânge”) este un tip de cancer ce ia naștere, de obicei în măduva osoasă și are ca rezultat un număr anormal de mare de globule albe în sânge. Aceste globule albe nu sunt dezvoltate pe deplin și sunt denumite blasti sau celule leucemice.

## Simptome
Simptomele pot include sângerări, echimoze, senzații de oboseală, febră și un risc crescut de infecții. Aceste simptome apar din cauza insuficienței celulelor normale din sânge. Diagnosticarea se realizează, în general, prin analize de sânge și biopsia măduvei osoase.

## Cauze
În timp ce cauza exactă a leucemiei este necunoscută, se crede că există o combinație de factori genetici și de mediu ce contribuie la apariția acesteia. Factorii de risc includ fumatul, radiațiile ionizante, anumite substanțe chimice (cum ar fi benzenul), chimioterapii anterioare și sindromul Down. Persoanele care au avut cazuri de leucemie în familie sunt de asemenea expuse unui risc ridicat de contactare a bolii. Există patru tipuri principale de leucemie: leucemie limfoidă acută (LAL), leucemie acută mieloidă (LAM), leucemie limfoidă cronică (LLC) și leucemie mieloidă cronică (LMC), precum și un număr de tipuri de leucemie mai puțin comune. Leucemia face parte dintr-un grup mai amplu de neoplasme ce afectează sângele, măduva osoasă, sistemul limfoid, cunoscute sub denumirea de tumori ale țesuturilor limfoide și hematopoietice.

## Tratament și prognostic
Tratamentul poate include o combinație de chimioterapie, radioterapie, terapie țintită și transplant de măduvă. Anumite tipuri de leucemie pot fi gestionate prin monitorizare atentă. Sânge, transfuzii de placheți sau calmarea durerii pot fi necesare. Îngrijirea paliativă poate fi de ajutor, cu sau fără eforturi suplimentare pentru a controla boala. Succesul tratamentului depinde de tipul de leucemie și vârsta pacientului. În lumea dezvoltată rezultatele s-au ameliorat. Media  de cinci ani rată de supraviețuire este de 57% în Statele Unite ale Americii. La copiii sub 15 ani, rata de supraviețuire de cinci ani este mai ridicată, între 60 și până la 85%, în funcție de tipul de leucemie. În cazul pacienților cu leucemie acută ce sunt vindecați de cancer după cinci ani, acesta este puțin probabil să recidiveze.

## Epidemiologie, societate și cultură
În anul 2012, leucemia s-a dezvoltat la 352.000 de oameni la nivel mondial și a cauzat 265.000 de decese. Este cel mai comun tip de cancer la copii, trei sferturi din cazuri fiind de leucemie limfoidă acută. Totuși, aproximativ 90% din toate cazurile de leucemie sunt diagnosticate la adulți, leucemia mieloidă acută și leucemia limfoidă cronică fiind cele mai comune la adulți. Cele mai comune cazuri sunt înregistrate în lumea dezvoltată.